# Brandhoek New Military Cemetery
 (mars 2018).
Ne doit pas être confondu avec Brandhoek Military Cemetery ou Brandhoek New Military Cemetery No.3.
Brandhoek New Military Cemetery est un cimetière militaire britannique situé à deux kilomètres à l'ouest du centre du village de Vlamertinge, dans le hameau Brandhoek, qui se trouve le long de la route d'Ypres à Poperinge (N38), en Belgique. Le cimetière qui rassemble les corps de soldats britannique tombé durant la Première Guerre mondiale, a été conçu par Reginald Blomfield et est entretenu par la Commonwealth War Graves Commission.
Avec un plan rectangulaire d'une superficie de 1 250 m2, la nécropole est entourée d'un mur de brique. La Pierre du Souvenir est sur le côté nord-est du site, la Croix du Sacrifice est centrale.
Au cimetière, 558 morts sont commémorés, tous identifiés.

## Histoire
Pendant la guerre, le feu d'artillerie ennemi s'étendait du saillant d'Ypres au village de Vlamertinge. Le hameau de Brandhoek était juste hors d'atteinte et était relativement sûr, c'est pourquoi des postes médicaux et des camps ont été installés ici. En mai 1915, outre un tel poste médical, le cimetière militaire de Brandhoek fut inauguré et resta en service jusqu'en juillet 1917. Pour la troisième bataille d'Ypres, d'autres postes médicaux furent établis et ce nouveau cimetière fut créé, où les gens commencèrent pendant l'été. morts morts enterrés. Le cimetière est resté en service jusqu'en août 1917 et lorsque ce cimetière était plein, on s'est ouvert un peu plus au sud, de l'autre côté de la route, le nouveau cimetière militaire de Brandhoek n° 3.
Le cimetière contient 512 Britanniques, 11 Australiens, 6 Canadiens, 1 Indien et 28 Allemands.
Le cimetière a été protégé en 2009 en tant que monument.

## Des soldats distingués
- Noel Chavasse (VC et Bar, MC), capitaine du Royal Army Medical Corps. Il est l'un des trois soldats qui ont reçu deux fois une Croix de Victoria (VC). Il a également reçu la croix militaire (MC) et est décédé dans un hôpital de campagne à Brandhoek le 4 août 1917.
- le major Laird Irvine Cassan Paul, le lieutenant John Houston Mumford and Company Sergent-major E. Power ont également reçu la Croix militaire (MC). J.H. Mumford a reçu ce prix deux fois (MC et Bar).
- Thomas Henry Boardman, lieutenant-colonel dans la Royal Inniskilling Fusiliers, James Cosmo Russell, le lieutenant-colonel dans le 9e cheval de Hodson, Gauvain Murdoch Bell, commandant au régiment Hampshire et Frank Rhodes Armitage, un capitaine dans le Corps médical de l'Armée royale ont été décernés l'ordre de service distingué (DSO).
- le sergent J.W. Hoare, le caporal J. Gray et le soldat L. Lewis ont reçu la médaille de conduite distinguée (DCM).
- De plus, 14 soldats ont reçu la médaille militaire (MM).

## Sources
- https://www.cwgc.org/find-a-cemetery/cemetery/4003808/BRANDHOEK%20NEW%20MILITARY%20CEMETERY
- http://www.wo1.be/nl/db-items/brandhoek-new-military-cemetery